# Hallo Taxi (Fernsehserie)
Hallo Taxi! war eine Comedysendung mit versteckter Kamera des deutschen Fernsehsenders RTL, welche am 5. April 2008 erstmals ausgestrahlt wurde. Die Sendungen wurden samstags um 22.15 Uhr ausgestrahlt.

## Konzept
Hape Kerkeling schlüpfte in die Rolle des imaginären Taxifahrers Günther Warnke. Die Sendung wurde in Düsseldorf, Kerkelings damaligem Wohnort, aufgezeichnet. In dem Wagen waren drei Kameras installiert. Er verärgerte seine Mitreisenden mit seinem Verhalten sehr. Bevor die Fahrgäste am Ziel ankamen, gab er seine eigentliche Identität als Hape Kerkeling preis, zeigte die Kameras und sagte, die Fahrt wäre kostenlos.
Günther Warnke ist eine typische Figur Kerkelings. Äußerliche Merkmale waren eine braune Kappe, eine Hornbrille und ein Schnauzbart. Günther Warnke kam aus Düsseldorf und war Weltmeister im Wettrülpsen. Seine Lieblingspeise war Currywurst.

## Erwähnenswertes
Da Hape Kerkeling in der zweiten Folge von Hallo Taxi eine Currywurst am Steuer aß (tatsächlich waren es Pommes frites) und in mehreren Folgen mit dem Handy telefonierte, wurde er nach der Ausstrahlung von einem Zuschauer bei der Polizei angezeigt. Die Staatsanwaltschaft verzichtete aber auf eine Strafverfolgung, da die Sendung schon im Vorjahr aufgezeichnet wurde und die Tat somit verjährt war.

## Rezeption
- FAZ schreibt: „‚Hallo Taxi‘ aber ist eine kleine und leise Sendung, und Kerkeling hat sie gewiss genau so angelegt.“[4]